# Liste von Malern/P
Die folgende Liste führt möglichst umfassend Maler aller Epochen auf.
Die Liste ist soweit vorhanden alphabetisch nach Nachnamen geordnet.

## Pa…
Paalen, Wolfgang (1905–1959), Österreich/Mexiko
Paaske, Sidsel (1937–1980), Norwegen
Pacchia, Girolamo del (1477–1533), Italien
Pacchiarotti, Giacomo (1474–1540), Italien
Pace, Michele, gen. Michelangelo del Campidoglio (1625–1669), Italien (Rom)
Pacecco de Rosa (1607–1656), Neapel, Italien
Pacheco del Río, Francisco (1564–1644), Spanien
Pachelbel, Amalia (1688–1723)
Paczka-Wagner, Cornelia (1864–nach 1930), Deutschland
Padovano, Lauro (um 1500), Italien
Paelinck, Joseph (1781–1839), Belgien
Paffenholz, Peter (1900–1959), Deutschland
Paggi, Giovanni Battista (1554–1627), Italien
Pagliano, Eleuterio (1826–1903), Italien
Pahl, Manfred (1900–1994), Deutschland
Paladini, Giuseppe (1721–1794), Italien
Paladini, Litterio (1691–1743), Italien
Paladino, Mimmo (* 1948), Italien
Palamedesz., Anthonie (1601–1673/74)
Palermo, Blinky (1943–1977)
Paling, Richard (1901–1955), Deutschland
Palizzi, Filippo (1818–1899)
Palko, Franz Anton (1717–1766)
Palko, Franz Xaver Karl (1724–1767)
Palma, Jacopo (der Alte) (1440–1528), Italien
Palma, Jacopo (der Junge) (1544–1628), Italien
Palmié, Charles J. (1863–1911)
Palmié, Gisbert (1897–1986), Deutschland
Palomino de Castro y Velasco, Antonio (1653–1726), Spanien
Palumbo, Onofrio (auch: Palomba; aktiv um 1640–50), Italien (Neapel)
Pandolfo, Nina (* 1977), Brasilien
Pankok, Bernhard (1872–1943), Deutschland
Pankok, Otto (1893–1966), Deutschland
Pannini, Giovanni Paolo (1691–1765), Italien
Panorios, Konstantinos (1857–1892), Griechenland
Pantoja de la Cruz, Juan (1553–1608), Spanien
Paolini, Giulio (* 1940), Italien
Paolo, Giovanni di (1403–1482), Italien
Pap, Gyula (1899–1983), Ungarn
Pape, Eduard (1817–1905), Deutschland
Pareja, Juan de (1606–1670), Spanien
Paret y Alcázar, Luis (1746–1799), Spanien
Paris, Ronald (1933–2021), Deutschland
Park, Ki Woong (* 1958), Südkorea
Parker, John (1710–1765)
Parks, John (* 1952)
Parmigianino (1503–1540), Italien
Parrish, Clara Weaver (1861–1925), USA
Parrocel, Barthélemy (um 1595–um 1660), Frankreich
Parrocel, Étienne (1696–1775), Frankreich
Parrocel, Ignace Jacques (1667–1722), Frankreich
Parrocel, Joseph (1646–1704), Frankreich
Parrocel, Louis (1634–1694), Frankreich
Parrocel, Pierre (1670–1739), Frankreich
Partikel, Alfred (1888–1945), Deutschland
Pasch, Johan (1706–1769), Schweden
Pasch d. Ä., Lorenz (1702–1766), Schweden
Pasch d. J., Lorenz (1733–1805), Schweden
Pasch, Ulrika (1735–1796), Schweden
Pascin, Jules (1885–1930), Bulgarien
Pasinelli, Lorenzo (1629–1700), Italien
Pasmore, Victor (1908–1998), Großbritannien
Passarotti, Bartolomeo (1529–1592), Italien
Passavant, Johann David (1787–1861)
Passeri, Giovanni Battista (um 1610–1679), Italien
Passeri, Giuseppe (1654–1714), Italien
Passini, Ludwig (1832–1903)
Pasternak, Leonid Ossipowitsch (1862–1945)
Pastor, Hanns (1917–2009), Deutschland
Pater, Jean-Baptiste (1695–1736), Frankreich
Pathé, Moritz (1893–1956), Deutschland
Patinir, Joachim (1480–1524)
Patursson, Tróndur (* 1944)
Pauelsen, Erik (1749–1790), Dänemark
Paul, Torsten (* 1949)
Pauser, Sergius (1896–1970), Österreich
Pauwels, Ferdinand (1830–1904)
Pavlov, Oleg Borisovic (* 1921)
Paz, Manuel María (1820–1902), Kolumbien

## Pe…
Peacock, Graham (* 1945)
Peale, Charles Willson (1741–1827), USA
Peale, Rembrandt (1778–1860), USA
Pearlstein, Philip (1924–2022), USA
Pechstein, Max (1881–1955), Deutschland
Pecht, Friedrich (1814–1903), Deutschland
Pedersen, Carl-Henning (1913–2007), Dänemark
Pedit, Hermann (1933–2014), Österreich
Peer, Leta (1964–2012), Schweiz
Peeters, Bonaventura (1614–1652), Flandern
Peeters, Clara (1594–1658), Flandern
Peiffer-Watenphul, Max (1896–1976), Deutschland
Pehlke, Wolf (1955–2013), Deutschland
Pellizza da Volpedo, Giuseppe (1868–1907), Italien
Pellegrini, Alfred Heinrich (1881–1958), Schweiz
Pellicciaio, Jacopo di Mino del († vor 1396), Italien
Pellón, Gina (1926–2014), Cuba
Pelton, Agnes (1881–1961), USA
Penck, A. R. (1939–2017), Deutschland
Pencz, Georg (1500–1550)
Penni, Giovanni Francesco (1488–1530), Italien
Penni, Luca (um 1500–nach 1556), Italien
Pereda, Antonio de (1611–1678), Spanien
Pérez, Bartolomé, eigtl. Bartolomé Pérez de la Dehesa (1634–1698), Spanien
Pérez, Enoc (* 1967)
Péri, László (1889–1967), Ungarn/Vereinigtes Königreich
Perilli, Achille (1927–2021), Italien
Perini, Odoardo (1671–1757), Italien
Perl, Olga (1891–1948), Österreich
Perlberg, Friedrich (1848–1921), deutscher (Orient-)Maler sowie Autor(/Herausgeber?)
Peroux, Joseph Nicolaus (1771–1849), Deutschland
Perrier, Alexandre (1862–1936), Schweiz
Perrier, François (um 1590–1650), Frankreich
Perugino (eigentlich: Pietro di Cristoforo Vannucci; um 1448–1523), Italien
Peruzzi, Baldassare (1481–1536), Italien
Peruzzi, Giovanni Sallustio (1511/12–1572), Italien
Peruzzini, Antonio Francesco (1643/46–1724), Italien
Pesarese, eigtl. Simone Cantarini (1612–1648), Italien
Peslin, Flavien-Louis (1847–1905), Frankreich
Pesne, Antoine (1683–1757)
Peters, Anna (1843–1926), Deutschland
Peters, Hans (1885–1978), Deutschland
Peters, Pieter Francis (1818–1903), Niederlande/Deutschland
Petersen, Anna Maria (1858–1918), Deutschland
Petersen, Jörg (* 1943), Deutschland
Peters, Pietronella (1848–1924), Deutschland
Peterzano, Simone (um 1540–nach 1596), Italien
Petitot, Jean (1607–1691)
Petrazzi, Astolfo (1583–1665), Italien
Petrović, Nadežda (1873–1915), Serbien
Petrow-Wodkin, Kusma (1878–1939), Russland
Pettenkofen, August von (1822–1889), Österreich
Petter, Anton (1781–1858), Deutschland
Peyton, Elizabeth (* 1965), USA

## Pf… bis Ph…
Pfäffinger, Rosa (1866–1949), Österreich
Pfaeltzer, Saskia (* 1955), Niederlande
von der Pfalz, Luise Hollandine (1622–1709)
Pfannschmidt, Karl Gottfried (1819–1887), Deutschland
Pfisterer, Paul Eddie (* 1951), Deutschland
Pflumm, Gerd (* 1955)
Pforr, Franz (1788–1812)
Pforr, Heinrich (1880–1970), Deutschland
Pforr, Johann Georg (1745–1798), Deutschland
Pharmakopoulos, Demetrios (1919–1996), Griechenland
Philippi, Heinrich Ludwig (1838–1874), Deutschland
Philippoteaux, Félix (1815–1884), Frankreich
Philippoteaux, Paul (1846–1923), Frankreich
Phillips, Richard (* 1962), USA
Philipsen, Theodor Esbern (1840–1920), Dänemark

## Pi…
Piaubert, Jean (1900–2002), Frankreich
Piazzetta, Giovanni Battista (1682–1754), Italien
Picabia, Francis (1879–1953)
Picart, Jean-Michel (um 1600–1682), Frankreich
Picasso, Pablo (1881–1973)
Pichler, Walter (1936–2012)
Pick-Morino, Edmund (1877–1958), Ungarn
Pickenoy, Nicolaes Eliaszoon (1588–1653/56)
Pielmann, Edmund Georg (1923–1985)
Piene, Otto (1928–2014)
Pieneman, Johan Willem (1779–1853), Niederlande
Pieneman, Nicolaas (1809–1860), Niederlande
Piepenhagen, August (1791–1868)
Pieper, Josef (1907–1977)
Pierce, Delilah (* 1904)
Piero della Francesca (1416–1492)
Pietro, Nicolò di, oder Nicolò Paradisi (nachgewiesen 1394–1427), Italien
Pietro, Sano di (1406–1481), Italien
Pietro de Saliba, genannt Pietro da Messina (nachweisbar zwischen 1497 und 1530), Italien
Pietschmann, Max (1865–1952)
Pietzsch, Richard (1872–1960)
Piglhein, Bruno (1848–1894)
Pignon, Édouard (1905–1993), Frankreich
Pijuan, Hernández (1931–2005), Spanien
Pilartz, Joseph (1891–1974)
Pillement, Jean-Baptiste (1728–1808), Frankreich
Pilo, Carl Gustaf (1711–1793), Schweden/Dänemark
Piloty, Carl Theodor von (1826–1886)
Piloty, Ferdinand (der Ältere) (1786–1844)
Piloty, Ferdinand von (der Jüngere) (1828–1895)
Pils, Isidore (1813–1875)
Piltz, Otto (1846–1910)
Pimenow, Juri (1903–1977)
Pinazo, Ignacio (1849–1916)
Pindell, Howardena (* 1943)
Pino, Marco (um 1525–1587), Italien
Pins, Jacob (1917–2005)
Piola, Domenico (1628–1703), Italien (Genua)
Piola, Paolo Gerolamo (1666–1724), Italien (Genua)
Piola, Pellegro (1617–1640), Italien (Genua)
Piombo, Sebastiano del (1485–1547)
Pippel, Otto (1878–1960)
Pippin, Horace (1888–1946)
Pirner, Maximilián (1854–1924)
Pisanello, Antonio (1395–1455), eigentlich Antonio di Puccio Pisano, auch Vittore Pisano genannt
Pisch, Ulrike (* 1980)
Pissarro, Camille (1830–1903)
Pistoletto, Michelangelo (* 1933)
Pistorius, Eduard (1796–1862)
Pitcairn-Knowles, James (1863–1954)
Pittoni, Giovanni Battista (1687–1767), Italien
Pixis, Theodor (1831–1907)
Piza, Arthur Luiz (1928–2017)

## Pl…
Platek, Felka (1899–1944)
Platschek, Hans (1923–2000)
Platzer, Christoph (1659–1733)
Platzer, Johann Georg (1704–1761)
Plenk, Josef (1886–1967), Österreich/Deutschland
Pletsch, Oskar (1830–1888)
Pleydenwurff, Hans (um 1420–1472)
Ploček, August (1928–2013)
Plochberger, Harald (* 1949)
Plockhorst, Bernhard (1825–1907)
Pleva Arthur (1897–1969)

## Po…
Poccetti, Bernardino (1548–1612)
Pock, Tobias (1609–1683)
Podesta, August (1813–1858)
Poelenburgh, Cornelis van (1590–1667)
Poërson, Charles-François (1653–1725), Frankreich
Pöggeler, Christoph (* 1958)
Pohl, Alfred (1928–2019)
Pohle, Leon (1841–1908)
Polack, Jan (um 1450–1519)
Poledne, Franz (1873–1932), Österreich
Polenow, Wassili Dmitrijewitsch (1844–1927), Russland
Polenowa, Jelena Dmitrijewna (1850–1898), Russland
Polk, P. H. (1898–1984)
Polke, Sigmar (1941–2010)
Poll, Hermann (1902–1990)
Pollaiuolo, Antonio Benci (1430–1498)
Pollock, Jackson (1912–1956)
Polo, Bernardo, auch bekannt als Pseudo-Hiepes (aktiv um 1650 – um 1700), Spanien (Saragossa)
Polzin, Alexander (* 1973), Deutschland
Pomarancio (Nr. 1): eigentl. Circignani, Niccolò (um 1530–1597/1598/1599), Italien (Vater von Antonio C.)
Pomarancio (Nr. 2): eigentl. Roncalli, Cristoforo (1552–1626), Italien
Pomarancio (Nr. 3): eigentl. Circignani, Antonio (um 1567–ca. 1630), Italien (Sohn von Niccolò C.)
Pomis, Giovanni Pietro de (um 1565/70–1633), Italien
Ponce, Antonio (1608–1677), Spanien
Pontormo, Jacopo Carrucci (1494–1557)
Poons, Larry (* 1937), USA
Poorter, Willem de (1608 – nach 1648), Niederlande
Poortvliet, Rien (1932–1995)
Pordenone, Giovanni Antonio da (um 1484–1539)
Porter, Fairfield (1907–1975)
Pörtner, Sigmund (1925–2010), Deutschland
Posen, Stephen (* 1939), USA
Posthumus, Herman (Daten strittig)
Postiglione, Salvatore (1861–1906)
Postl, Karel (1769–1818)
Potter, Paulus (1625–1654)
Potthast von Minden, Olga (1869–1942), Deutschland
Potworowski, Peter (1898–1962)
Pourbus d. Ä., Frans (1545–1581)
Pourbus d. J., Frans (1570–1622)
Pourbus, Pieter, (1523–1584)
Pousette-Dart, Richard (1916–1992)
Poussin, Gaspard (1615–1675)
Poussin, Nicolas (1594–1665)
Povòrina, Alexandra (1885–1963)
Poynter, Edward (1836–1919), Großbritannien
Pozzati, Concetto (1935–2017)
Pozzi, Domenico (1745–1796), Tessin
Pozzi, Künstlerfamilie aus Rom (18. Jahrhundert)
Pozzo, Andrea (1642–1709)

## Pr…
Prachensky, Markus (1932–2011)
Pradilla y Ortiz, Francisco (1848–1921)
Prado, Blas de (ca. 1545–ca. 1600), Spanien
Pramme, Wilhelm (1898–1965)
Prampolini, Enrico (1894–1956)
Prassinos, Mario (1916–1985)
Prax, Michael (* 1961)
Predić, Uroš (1857–1953)
Predis, Ambrogio de (um 1455–nach 1508)
Preisler, Jan (1872–1918)
Preissler, Johann Daniel (1666–1737)
Preller der Ältere, Friedrich (1804–1878)
Preller der Jüngere, Friedrich (1838–1901)
Preller, Julius (1834–1914)
Preller, Louis (1822–1901)
Prem, Heimrad (1934–1978)
Prendergast, Maurice Brazil (1858–1924)
Prestel, Johann Amadeus (1739–1808)
Prestel, Maria Katharina (1747–1794)
Preti, Mattia (1613–1699), Italien
Preudhomme, Jean (1732–1795), Schweiz
Preuss, Rita (1924–2016)
Preyer Emilie (1849–1930)
Preyer, Gustav (1801–1839)
Preyer, Johann Wilhelm (1803–1889)
Preyer, Louise (1805–1834)
Primaticcio, Francesco (1504–1570), Italien
Primus, Nelson (1843–um 1916)
Prince, Richard (* 1949)
Prins, Pierre-Ernest (1838–1913)
Printemps, Léon (1871–1945), Frankreich
Prinz, Charlotte (1904–1993)
Previati, Gaetano (1852–1920)
Probst, Angelina (* 1986), Indien
Procaccini, Camillo (1561–1629), Italien
Procaccini, Carlo Antonio (1571–nach 1628), Italien
Procaccini d. Ä., Ercole (1520–1595), Italien
Procaccini d. J., Ercole (1605–nach 1677), Italien
Procaccini, Giulio Cesare (1574–1625), Italien
Procházka, Franz Xaver (1746–1815), Böhmen
Prölß, Fritz (1855–1934)
Protzen, Carl Theodor (1887–1956)
Protzen-Kundmüller, Henny (1896–1967)
Provost, Jan (um 1465–1529), Flandern
Prud’hon, Pierre Paul (1758–1823)
Prüßmann, Hermann (1899–1980)
Pruszkowski, Witold (1846–1896), Polen
Pseudo-Bramantino: siehe Fernández (de Murcia), Pedro (ca. 1480–ca. 1523), Spanien/Italien

## Pu…
Pucelle, Jehan (1300–1350)
Puder, Ulf (* 1958)
Pudlich, Robert (1905–1962)
Puget, Pierre (1620–1694)
Puhar, Zmago (* 1952), Slowenien
Pulian, Gottfried (1809–1875)
Pulzone, Scipione (um 1550–1598), Italien
Pujol, Colette (1913–1999), Brasilien
Pümpel, Norbert (* 1956)
Puni, Iwan (1892–1956)
Puranen, Jorma (* 1951), Finnland
Purkyně, Karel (1834–1868)
Purrmann, Hans (1880–1966)
Purrmann, Karl (1877–1966)
Purschian, Doramaria (1890–1972)
Purtscher, Alfons (1885–1962)
Pusenkoff, George (* 1953)
Pussjäger, Matthias (1654–1734), Tirol
Püttner, Walter (1872–1953)
Pütz, Albert (1886–1961)
Putz, Leo (1869–1940)
Puvis de Chavannes, Pierre (1824–1898)
Puy, Jean (1876–1960)